# Napajedla

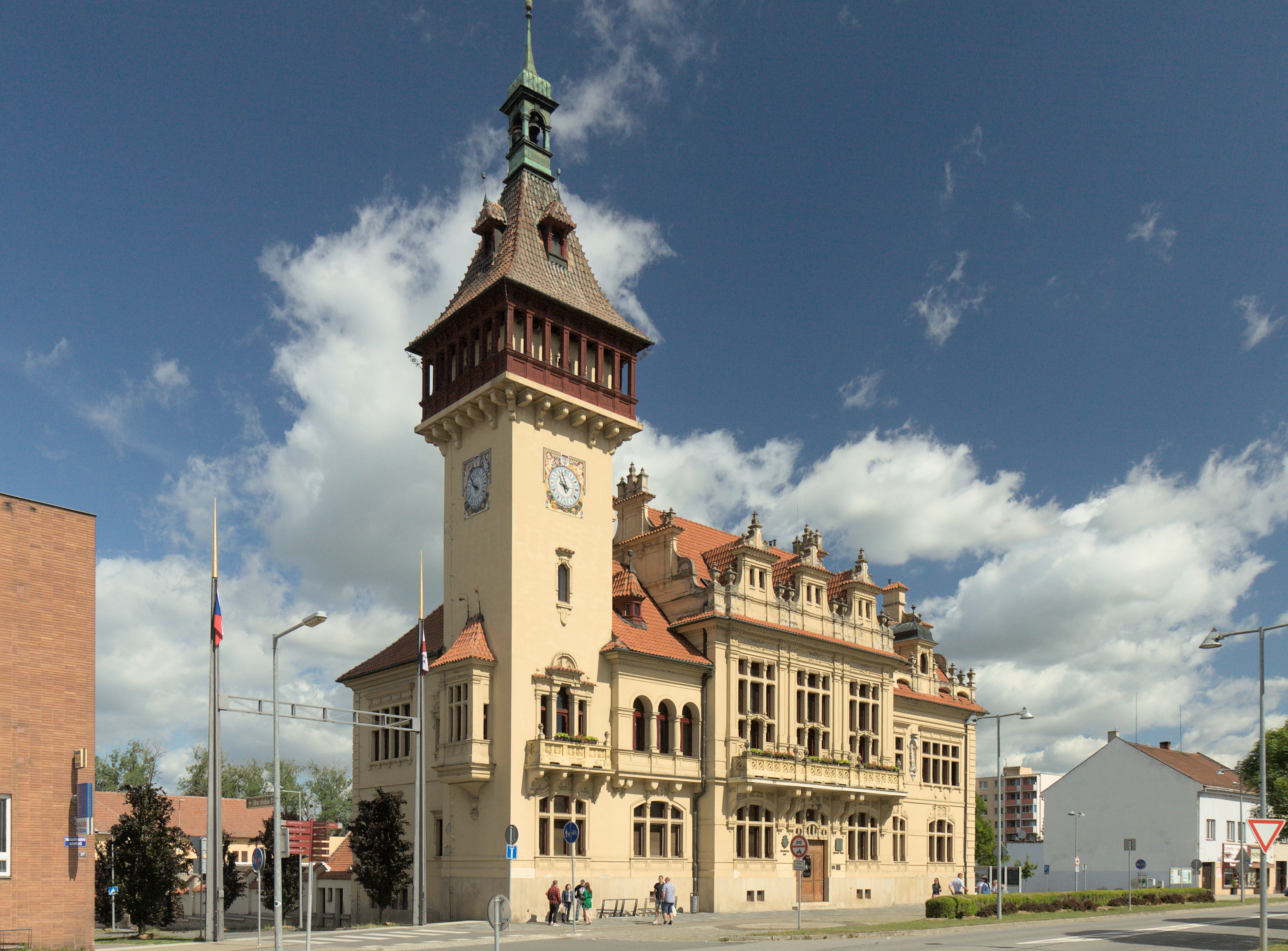
Rathaus von Napajedla

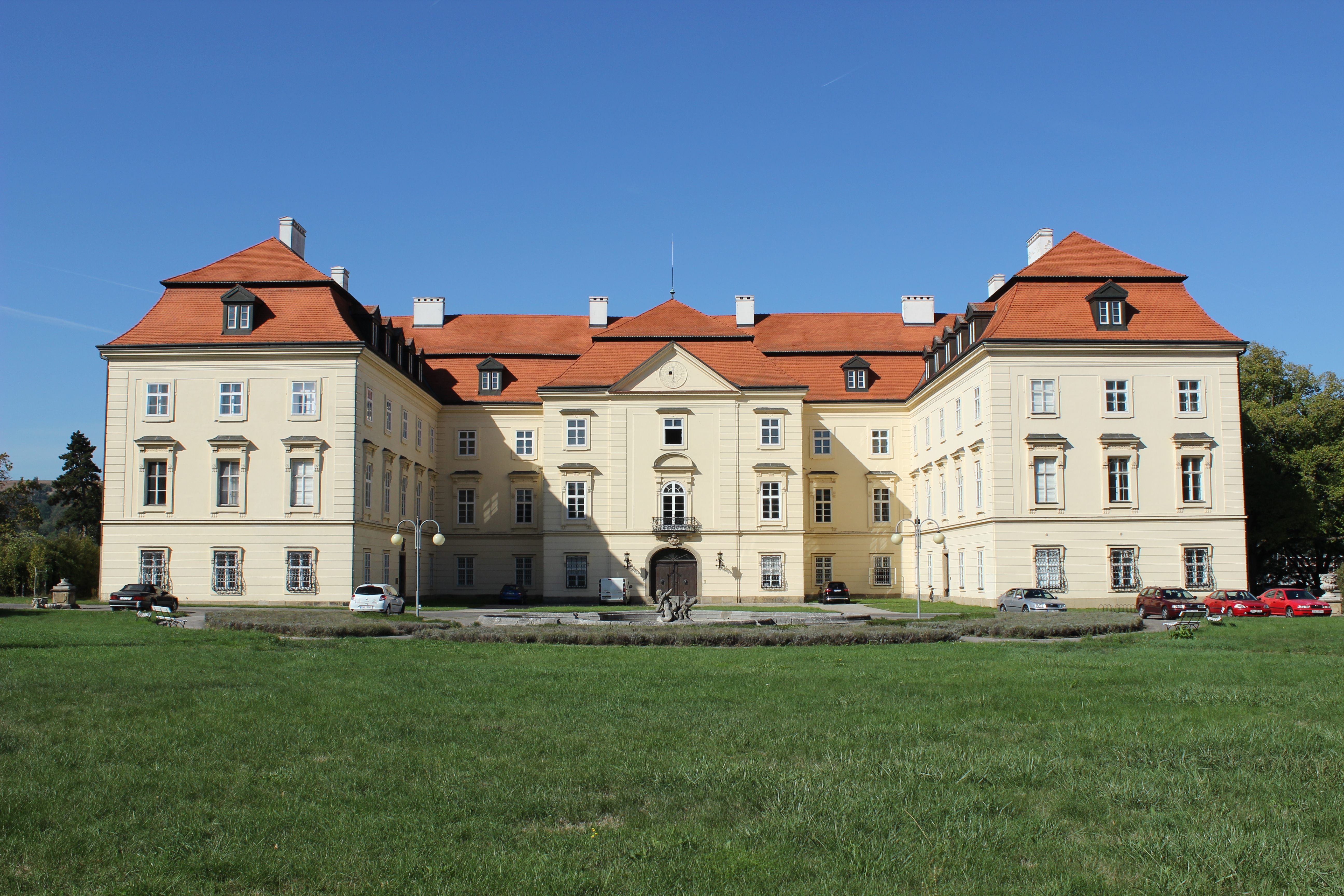
Schloss Napajedla

Napajedla (deutsch Napajedl, älter auch Nepagedel ) ist eine Stadt in der Region Zlínský kraj in Tschechien. Die Stadt befindet sich in der landschaftlich schönen Region, an der Grenze zwischen Haná (Hanna), Valašsko (Mährische Walachei) und Slovácko (Mährische Slowakei), die als „Napajedler Tor“ bezeichnet wird.

## Geschichte
Napajedl war bereits in der Frühgeschichte ein strategisch wichtiger Ort, der sich auf einem Handelsweg zwischen dem Baltikum und dem Mittelmeer befand.
Erstmals schriftlich erwähnt wurde Napajedl 1362. Um 1410 gelangte es an Dobeš von Tworkau. Später gehörte es lange Zeit den Adelsgeschlechtern Žerotín und von Rottal. Die Herren von Stockau richteten während ihrer Herrschaft in Napajedl Kurhäuser ein, die vor allem von der Wiener Gesellschaft besucht wurden.

## Sehenswürdigkeiten
- Barockkirche des Hl. Bartholomäus
- Barockschloss mit einem Schlosspark
- Gestüt, gegründet 1884, Zucht der Rennpferde
- Ehemaliges Kloster, heute Schule

## Persönlichkeiten

### Söhne und Töchter der Stadt
- Rudolf Hirsch (1816–1872), österreichischer Journalist und Redakteur, Dichter und Komponist
- Jan Sedláček (1848–1916), böhmischer Architekt und Autor
- Viktor Siedek (1856–1937), österreichischer Architekt
- Emanuel Weidenhoffer (1874–1939), österreichischer Politiker, Finanzminister von 1931 bis 1933
- Rudolf Firkušný (1912–1994), Pianist

### Im Ort wirkten
- Georg von Stockau (1806–1865), Politiker und Gutsbesitzer
- Vincenc Prasek (1843–1912), Historiker, Sprachwissenschaftler, Volksaufklärer
- Aristides Baltazzi (1853–1914), österreichischer Pferdezüchter
- Božena Benešová (1873–1936), Lyrikerin, Erzählerin, Schriftstellerin